# Rubrica legis non est lex
Il brocardo Rubrica legis non est lex, tradotta letteralmente, significa: "La rubrìca (ossia il titolo) della legge non è la legge".
La locuzione viene usata nel linguaggio giuridico per significare che – in caso di contrasto fra il testo vero e proprio di una legge e l'eventuale titolo – non si deve tener conto del titolo, che, tutt'al più, dovrebbe servire per chiarire il significato della norma e non certo per contraddirla.